# گربه‌ماهیان بانجو
گربه‌ماهیان بانجو (نام علمی: Aspredinidae) نام یک تیره از راسته گربه‌ماهی‌سانان است.